# Silberstedt
Silberstedt (tiếng Đan Mạch: Sølvested) là một đô thị thuộc huyện Schleswig-Flensburg, trong bang Schleswig-Holstein, nước Đức. Đô thị Silberstedt có diện tích 37,9 km², dân số thời điểm 31 tháng 12 năm 2006 là 2250 người. Đô thị này có cự ly khoảng 13 km về phía tây của Schleswig.
Silberstedt là thủ phủ của Amt ("đô thị chung") Arensharde.